# 삼각법

피타고라스 정리:

삼각법(三角法, 영어: trigonometry)은 삼각형의 변과 각 사이의 관계에 따른 여러 가지 기하학적 도형을 연구하는 수학의 한 분과이다. 삼각법을 뜻하는 영어 trigonometry는 그리스어 trigonon(삼각)과 metro(측량)에서 유래했다. 특히, 삼각법에서 삼각비(trigonometric ratio)는 직각삼각형의 빗변은 항상 밑변, 높이와 일정한 비율을 유지하고 있음을 보여준다.
삼각형의 삼각점들을 기준으로 했을 때 각도만으로 이들 점들간의 거리를 상호 비교 계산할수도 있기에 고대로부터 개발되었다. 역사적으로 삼각법은 측지학과 측량, 천체역학, 항법과 같은 분야에서 사용하여 왔다.
참고로, 삼각비는 직각삼각형의 '한 내각에 대응하는 어느 두 변의 비(비율)'이다. 분수로 나타내며 분모와 분자를 정하는 방법에 따라, 여섯 가지(사인, 코사인, 탄젠트, 코시컨트, 시컨트, 코탄젠트)로 나뉜다.

## 같이 보기
- 구면삼각법
- 삼각측량
- 삼변측량
- 삼각함수
- 피타고라스의 정리
- 헤론의 공식